# Oceanida graduata
Oceanida graduata is een slakkensoort uit de familie van de Eulimidae. De wetenschappelijke naam van de soort is voor het eerst geldig gepubliceerd in 1871 door de Folin.